# Gé Dekker
Gerardus „Gé” Dekker (ur. 10 grudnia 1904 w Zaandam, zm. 18 marca 1995 tamże) – holenderski pływak, uczestnik Letnich Igrzysk 1924 w Paryżu.
Podczas igrzysk olimpijskich w 1924 roku wystartował na dystansie 100 metrów stylem dowolnym, lecz odpadł w pierwszej rundzie. Razem z drużyną doszedł do półfinału sztafety 4 × 200 metrów stylem dowolnym.